# Frontino (Itália)
Frontino é uma comuna italiana da região de Marcas, Província de Pesaro e Urbino, com cerca de 369 habitantes. Estende-se por uma área de 10 km², tendo uma densidade populacional de 37 hab/km². Faz fronteira com Carpegna, Piandimeleto, Pietrarubbia.

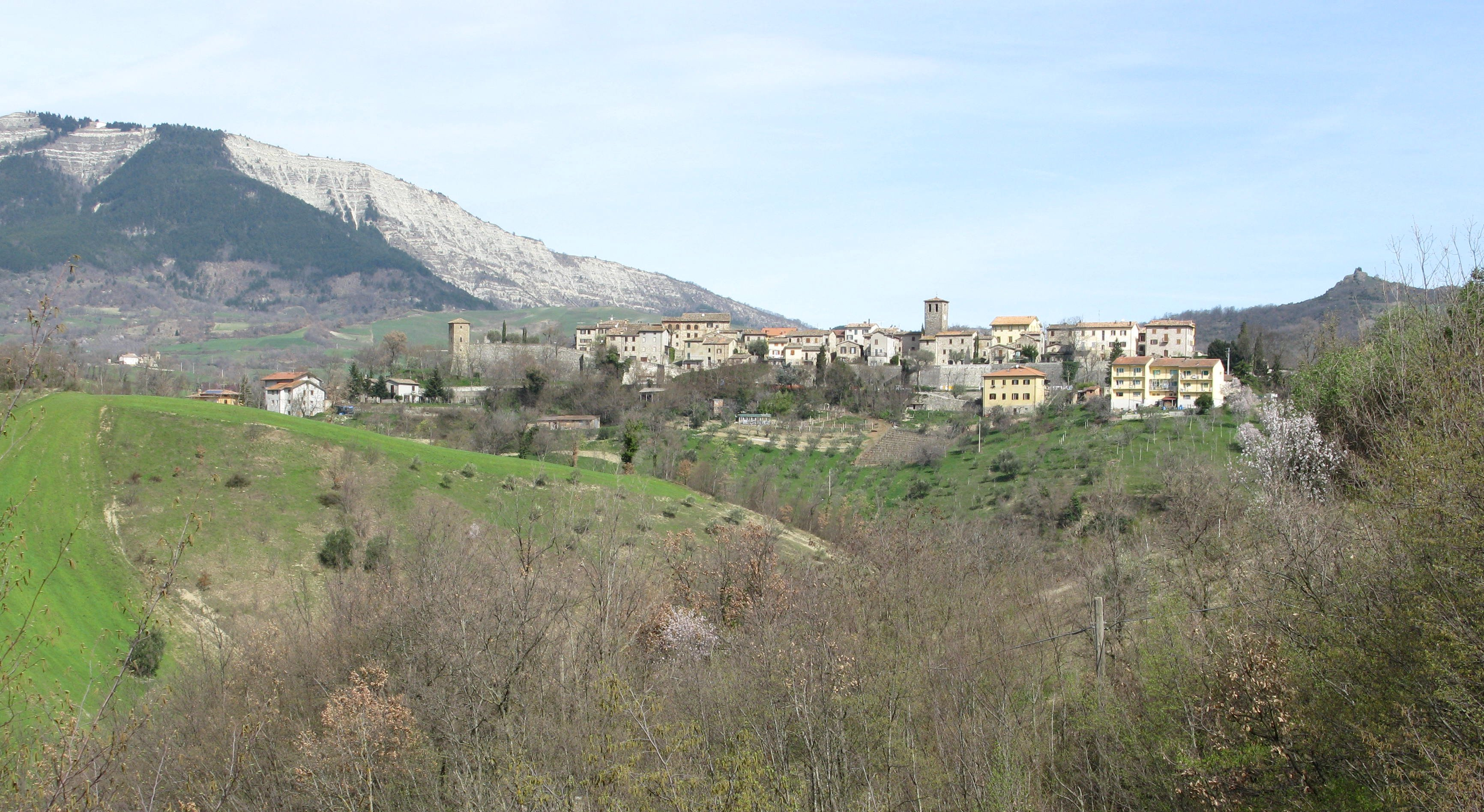
Frontino.